# Schweizer Skimeisterschaften 1937
Die Schweizer Skimeisterschaften 1937 fanden vom 5. bis zum 7. Februar 1937 in Les Diablerets und am 27. Februar 1937 in Schwarzenbühl statt. Ausgetragen wurden im Skilanglauf die Distanzen 17 km und 50 km. Beim 17-km-Lauf wurde Ernst Berger und beim 50-km-Lauf Victor Borghi Erster. Das Skispringen gewann Bruno Trojani. Im Ski Alpin wurden die Disziplinen Abfahrt und Slalom ausgetragen. Dabei gewann Heinz von Allmen die Abfahrt und Willy Steuri das Slalomrennen. Bei den Frauen siegte Elvira Osirnig in der Abfahrt und im Slalom und somit auch in der Kombinationswertung. Schweizer Skimeister wurde Heinz von Allmen, der die Vierer Kombinationswertung gewann.

## Vierer Kombination Männer
Die Kombination wurde über eine Punktewertung aus den Ergebnissen von Abfahrt, Skisprung, 17-km-Lauf und Slalom berechnet.
| Platz | Name             | Verein         | Punkte |
| ----- | ---------------- | -------------- | ------ |
| 01    | Heinz von Allmen | Wengen         | 57,20  |
| 02    | Adi Gamma        | Andermatt      | 61,75  |
| 03    | Hans Schlunegger | Wengen         | 95,02  |
| 04    | Willy Paterlini  | Lenzerheide    | 99,26  |
| 05    | Erich Soguel     | Chaux-de-Fonds | 99,99  |
| 06    | Arnold Vultier   | Ste-Croix      | 101,38 |

## Skilanglauf

### 17 km
| Platz | Name             | Verein         | Zeit (std) |
| ----- | ---------------- | -------------- | ---------- |
| 01    | Ernst Berger     | Zürich         | 1:18:22    |
| 02    | Heinz von Allmen | Wengen         | 1:18:25    |
| 03    | Adi Gamma        | Andermatt      | 1:19:02    |
| 04    | Willy Bernath    | Chaux-de-Fonds | 1:19:12    |
| 05    | Alfred Limacher  | Luzern         | 1:19:20    |
| 06    | Erich Soguel     | Chaux-de-Fonds | 1:20:40    |

Datum: Samstag, 6. Februar 1937
 Ernst Berger aus Zürich holte mit einer Zeit von 1:18:22 Stunden und mit drei Sekunden Vorsprung auf Heinz von Allmen den Schweizer Meistertitel.

### 50 km
| Platz | Name          | Verein         | Zeit (std) |
| ----- | ------------- | -------------- | ---------- |
| 01    | Victor Borghi | Les Diablerets | 5:24:06    |
| 02    | Paul Däpp     | Bern           | 5:39,30    |
| 03    | Charles Baud  | Le Brassus     | 5:40:26    |
| 04    | Paul Spetzler | Zürich         | 5:47:12    |
| 05    | Paul Orguey   | Les Mosses     | 5:52:03    |
| 06    | Willy Meier   | St. Gallen     | 5:54:31    |

Datum: Samstag, 27. Februar 1937

 Den mit 38 Läufern gestarteten 50-km-Lauf gewann wie im Vorjahr Victor Borghi aus Les Diablerets in einer Zeit von 5:24:06 Stunden und mit 15 Minuten und 24 Sekunden Vorsprung auf Paul Däpp.

## Skispringen

### Normalschanze
| Platz | Name           | Verein    | Punkte |
| ----- | -------------- | --------- | ------ |
| 01    | Bruno Trojani  | Gstaad    | 219,6  |
| 02    | Richard Bühler | St. Croix | 218,3  |
| 02    | Marcel Reymond | Neuenburg | 218,3  |
| 04    | Ernst Maurer   | SC Davos  | 209,1  |

Datum: Sonntag, 7. Februar 1937

Bruno Trojani aus Gstaad gewann mit Weiten von 46 und 48 Metern vor Richard Bühler und Marcel Reymond.

## Ski Alpin

### Männer

#### Abfahrt
| Platz | Name             | Verein    | Zeit (min) |
| ----- | ---------------- | --------- | ---------- |
| 01    | Heinz von Allmen | Wengen    | 4:16,0     |
| 02    | Willy Steuri     | Scheidegg | 4:25,2     |
| 03    | David Zogg       | Arosa     | 4:26,2     |
| 04    | Arnold Vultier   | Ste-Croix | 4:32,4     |
| 05    | Fritz Maurer     | SC Davos  | 4:33,6     |
| 06    | Hans Schlunegger | Wengen    | 4:33,8     |

Datum: Freitag, 5. Februar 1937

#### Slalom
| Platz | Name               | Verein      | Zeit (min) |
| ----- | ------------------ | ----------- | ---------- |
| 01    | Willy Steuri       | SC Davos    | 1:19,6     |
| 02    | David Zogg         | Arosa       | 1:20,2     |
| 03    | Friedrich Pfeiffer | Österreich  | 1:21,0     |
| 04    | Arnold Glatthard   | Scheidegg   | 1:22,2     |
| 05    | Heinz von Allmen   | Wengen      | 1:22,6     |
| 06    | Hermann Steuri     | Grindelwald | 1:22,8     |

Datum: Sonntag, 7. Februar 1937

### Frauen

#### Abfahrt
| Platz | Name             | Verein             | Zeit (min) |
| ----- | ---------------- | ------------------ | ---------- |
| 01    | Elvira Osirnig   | St. Moritz         | 3:56,8     |
| 02    | Margrit Bertsch  | SC Davos           | 4:22,2     |
| 03    | Erna Steuri      | Grindelwald        | 4:31,6     |
| 04    | Verena Büchi     | Bern               | 4:37,0     |
| 05    | Clarita Heath    | Vereinigte Staaten | 4:40,0     |
| 06    | Marianne MacKean | Vereinigte Staaten | 4:42,0     |

Datum: Freitag, 5. Februar 1937

#### Slalom
| Platz | Name               | Verein             | Zeit (min) |
| ----- | ------------------ | ------------------ | ---------- |
| 01    | Elvira Osirnig     | St. Moritz         | 1:55,6     |
| 02    | Nini von Arx-Zogg  | Arosa              | 2:01,6     |
| 03    | Verena Büchi       | Bern               | 2:21,0     |
| 04    | Lilo Schwarzenbach | Vereinigte Staaten | 2:22,0     |
| 05    | Margrit Bertsch    | SC Davos           | 2:28,0     |

Datum: Sonntag, 7. Februar 1937

#### Kombination
Die Kombination wurde über eine Punktewertung aus den Ergebnissen von Abfahrt und Slalom berechnet.
| Platz | Name              | Verein             | Punkte |
| ----- | ----------------- | ------------------ | ------ |
| 01    | Elvira Osirnig    | St. Moritz         | 0      |
| 02    | Nini von Arx-Zogg | Arosa              | 22,38  |
| 03    | Margrit Bertsch   | SC Davos           | 27,22  |
| 04    | Verena Büchi      | Bern               | 29,56  |
| 05    | Erna Steuri       | Engelberg          | 31,39  |
| 06    | Marianne MacKean  | Vereinigte Staaten | 31,49  |

Datum: Freitag, 5. Februar 1937 und Sonntag, 7. Februar 1937